# UCI America Tour
El UCI America Tour es una de las competiciones de ciclismo en ruta masculino en la que está dividida los Circuitos Continentales UCI. Como indica su nombre, hace referencia a las competiciones ciclistas profesionales realizadas en América que están dentro de estos Circuitos Continentales así como a los equipos ciclistas UCI ProTeam (segunda categoría) y Continentales (tercera categoría) registrados en dicho continente.
Instaurado desde el año 2005, el calendario de carreras va desde octubre de un año a septiembre del siguiente. En las ediciones disputadas, ha sido por lo general de entre 30 y 40 carreras, donde la calidad y complejidad de las competiciones es lo que determina la categoría de la misma y la cantidad de puntos otorgados a los ganadores. Las categorías de la UCI por nivel que se disputan en este "Tour" son:
- Pruebas de etapas: 2.1, 2.2 y 2.NCup
- Pruebas de un día: 1.1 y 1.2
- Campeonatos Continentales: CC

Los campeonatos nacionales de cada país, tanto el de ruta como el de contrarreloj también pueden puntuar aunque no estén en el calendario. La Unión Ciclista Internacional establece que para ello, los campeonatos deben disputarse en la última semana de junio y los resultados deben ser enviados antes de las 48 horas luego de finalizados. En casos en los que no se disputen en esa fecha (Argentina y Uruguay por ejemplo) la UCI puede no otorgar los puntos.
Con los puntos obtenidos por los ciclistas en las diferentes competiciones se confeccionan las clasificaciones; individual, por equipos, por países y países sub-23.

## Palmarés

### Individual
| Palmarés individual UCI America Tour | Palmarés individual UCI America Tour                               | Palmarés individual UCI America Tour                               | Palmarés individual UCI America Tour                          | Palmarés individual UCI America Tour |
| Edición                              | Ganador individual (equipo del ganador)                            | Segundo (equipo del segundo)                                       | Tercero (equipo del tercero)                                  |                                      |
| ------------------------------------ | ------------------------------------------------------------------ | ------------------------------------------------------------------ | ------------------------------------------------------------- | ------------------------------------ |
| 2005                                 | Edgardo Simón ( Colombia-Selle Italia)                             | Damián Martínez (sin equipo profesional)                           | Chistopher Wherry ( Health Net presented by Maxxis)           |                                      |
| 2005-2006                            | José Serpa ( Selle Italia-Serramenti Diquigiovanni)                | Gregorio Ladino ( Tecos de la Universidad Autónoma de Guadalajara) | Andrei Sartassov ( Selle Italia-Serramenti Diquigiovanni)     |                                      |
| 2006-2007                            | Svein Tuft ( Symmetrics Cycling Team)                              | Hernán Buenahora (sin equipo profesional)                          | Alejandro Borrajo ( Rite Aid Pro Cycling)                     |                                      |
| 2007-2008                            | Manuel Medina (sin equipo profesional)                             | Svein Tuft ( Symmetrics Cycling Team)                              | Christian Vandevelde ( Garmin-Chipotle presented by H3O)      |                                      |
| 2008-2009                            | Gregorio Ladino ( Tecos de la Universidad Autónoma de Guadalajara) | José Rujano (sin equipo profesional)                               | Arnold Alcolea (sin equipo profesional)                       |                                      |
| 2009-2010                            | Gregorio Ladino (sin equipo profesional)                           | Óscar Sevilla * (sin equipo profesional)                           | Arnold Alcolea (sin equipo profesional)                       |                                      |
| 2010-2011                            | Miguel Ubeto (sin equipo profesional)                              | Gregory Panizo ( Clube DataRo de Ciclismo-Foz do Iguaçu)           | Sergio Henao ( Gobernación de Antioquia-Indeportes Antioquia) |                                      |
| 2011-2012                            | Rory Sutherland ( UnitedHealthcare)                                | Maximiliano Richeze ( Nippo)                                       | Miguel Ubeto ( Androni Giocattoli-Venezuela)                  |                                      |
| 2012-2013                            | Janier Acevedo ( Jamis-Hagens Berman)                              | Óscar Sánchez (sin equipo profesional)                             | Ryan Anderson ( Optum-Kelly Benefit Strategies)               |                                      |
| 2013-2014                            | Juan Carlos Rojas (sin equipo profesional)                         | Óscar Sevilla (sin equipo profesional)                             | Jure Kocjan ( SmartStop)                                      |                                      |
| 2015                                 | Toms Skujiņš (Hincapie Racing)                                     | Byron Guamá (Team Ecuador)                                         | Michael Woods ( Optum-Kelly Benefit Strategies)               |                                      |
| 2016                                 | Greg Van Avermaet (BMC Racing Team)                                | Julian Alaphilippe (Etixx-Quick Step                               | Jakob Fuglsang (Astana Pro Team)                              |                                      |
| 2017                                 | Serghei Țvetcov (Jelly Belly presented by Maxxis)                  | Rob Britton (Rally Cycling)                                        | Nelson Soto Martínez (Coldeportes Zenú)                       |                                      |
| 2018                                 | Gavin Mannion (UnitedHealthcare)                                   | Sepp Kuss (LottoNL-Jumbo)                                          | Serghei Țvetcov (UnitedHealthcare)                            |                                      |
| 2019                                 | Egan Bernal (INEOS)                                                | Nairo Quintana (Movistar)                                          | Michael Woods (EF Education First)                            |                                      |
| 2020                                 | Richard Carapaz (INEOS Grenadiers)                                 | Daniel Felipe Martínez (EF Pro Cycling)                            | Miguel Ángel López (Astana)                                   |                                      |
| 2021                                 | Egan Bernal (INEOS Grenadiers)                                     | Richard Carapaz (INEOS Grenadiers)                                 | Michael Woods (Israel Start-Up Nation)                        |                                      |
| 2022                                 | Sergio Higuita (Bora-Hansgrohe)                                    | Daniel Felipe Martínez (INEOS Grenadiers)                          | Richard Carapaz (INEOS Grenadiers)                            |                                      |
| 2023                                 | Sepp Kuss (Jumbo-Visma)                                            | Neilson Powless (EF Education-EasyPost)                            | Matteo Jorgenson (Movistar Team)                              |                                      |
| 2024                                 | Matteo Jorgenson (Team Visma-Lease a Bike)                         | Richard Carapaz (EF Education-EasyPost)                            | Brandon McNulty (UAE Team Emirates)                           |                                      |
| 2025                                 | ( )                                                                | ( )                                                                | ( )                                                           |                                      |

* Excluido de clasificación general por control antidopaje positivo

### Equipos
| Palmarés equipos UCI America Tour | Palmarés equipos UCI America Tour               | Palmarés equipos UCI America Tour                | Palmarés equipos UCI America Tour               | Palmarés equipos UCI America Tour |
| Edición                           | Ganador                                         | Segundo                                          | Tercero                                         |                                   |
| --------------------------------- | ----------------------------------------------- | ------------------------------------------------ | ----------------------------------------------- | --------------------------------- |
| 2005                              | Health Net presented by Maxxis                  | Colombia-Selle Italia                            | Symmetrics                                      |                                   |
| 2005-2006                         | Selle Italia-Serramenti Diquigiovanni           | Tecos de la Universidad Autónoma de Guadalajara  | Navigators Insurance                            |                                   |
| 2006-2007                         | Symmetrics                                      | Scott-Marcondes Cesar-Fadenp Sao Jose dos Campos | Tecos de la Universidad Autónoma de Guadalajara |                                   |
| 2007-2008                         | Garmin-Chipotle                                 | Symmetrics                                       | Tecos de la Universidad Autónoma de Guadalajara |                                   |
| 2008-2009                         | Serramenti PVC Diquigiovanni-Androni Giocattoli | Tecos de la Universidad Autónoma de Guadalajara  | Kelly Benefit Strategies                        |                                   |
| 2009-2010                         | Funvic-Pindamonhangaba                          | SpiderTech powered by Planet Energy              | EPM-UNE                                         |                                   |
| 2010-2011                         | EPM-UNE                                         | DataRo-Foz do Iguaçu                             | Movistar Continental                            |                                   |
| 2011-2012                         | Real                                            | Funvic-Pindamonhangaba                           | UnitedHealthcare                                |                                   |
| 2012-2013                         | UnitedHealthcare                                | Optum-Kelly Benefit Strategies                   | Funvic Brasilinvest-São José dos Campos         |                                   |
| 2013-2014                         | SmartStop                                       | Optum-Kelly Benefit Strategies                   | Funvic Brasilinvest-São José dos Campos         |                                   |
| 2015                              | Optum-Kelly Benefit Strategies                  | Funvic-São José dos Campos                       | Hincapie Racing                                 |                                   |
| 2016                              | Holowesko Citadel                               | Silber                                           | Axeon Hagens Berman                             |                                   |
| 2017                              | Rally                                           | Holowesko Citadel                                | UnitedHealthcare                                |                                   |
| 2018                              | UnitedHealthcare                                | Rally                                            | Elevate-KHS                                     |                                   |
| 2019                              | Medellín                                        | Rally UHC                                        | Floyd's                                         |                                   |
| 2020                              | Medellín                                        | Rally                                            | Canel's                                         |                                   |
| 2021                              | Rally Cycling                                   | Panamá es Cultura y Valores                      | Best PC Ecuador                                 |                                   |
| 2022                              | Human Powered Health                            | Panamá es Cultura y Valores                      | Movistar-Best PC                                |                                   |
| 2023                              | Human Powered Health                            | Team Medellín-EPM                                | Panamá es Cultura y Valores                     |                                   |
| 2024                              | Lidl-Trek                                       | Team Medellín-EPM                                | Panamá es Cultura y Valores                     |                                   |
| 2025                              | Bandera de ?                                    | Bandera de ?                                     | Bandera de ?                                    |                                   |

| Palmarés países UCI America Tour | Palmarés países UCI America Tour | Palmarés países UCI America Tour | Palmarés países UCI America Tour | Palmarés países UCI America Tour |
| Edición                          | Ganador                          | Segundo                          | Tercero                          |                                  |
| -------------------------------- | -------------------------------- | -------------------------------- | -------------------------------- | -------------------------------- |
| 2005                             | Brasil                           | Argentina                        | Colombia                         |                                  |
| 2005-2006                        | Colombia                         | Brasil                           | Argentina                        |                                  |
| 2006-2007                        | Colombia                         | Argentina                        | Canadá                           |                                  |
| 2007-2008                        | Estados Unidos                   | Venezuela                        | Argentina                        |                                  |
| 2008-2009                        | Colombia                         | Venezuela                        | Estados Unidos                   |                                  |
| 2009-2010                        | Colombia                         | Venezuela                        | Estados Unidos                   |                                  |
| 2010-2011                        | Colombia                         | Venezuela                        | Brasil                           |                                  |
| 2011-2012                        | Colombia                         | Estados Unidos                   | Argentina                        |                                  |
| 2012-2013                        | Colombia                         | Estados Unidos                   | Venezuela                        |                                  |
| 2013-2014                        | Estados Unidos                   | Colombia                         | Venezuela                        |                                  |
| 2015                             | Colombia                         | Canadá                           | Argentina                        |                                  |
| 2016                             | Colombia                         | Estados Unidos                   | Canadá                           |                                  |
| 2017                             | Colombia                         | Estados Unidos                   | Canadá                           |                                  |
| 2018                             | Colombia                         | Estados Unidos                   | Canadá                           |                                  |
| 2019                             | Colombia                         | Canadá                           | Ecuador                          |                                  |
| 2020                             | Colombia                         | Ecuador                          | Estados Unidos                   |                                  |
| 2021                             | Colombia                         | Ecuador                          | Estados Unidos                   |                                  |
| 2022                             | Colombia                         | Estados Unidos                   | Ecuador                          |                                  |
| 2023                             | Estados Unidos                   | Colombia                         | Canadá                           |                                  |
| 2024                             | Estados Unidos                   | Colombia                         | Ecuador                          |                                  |
| 2025                             | Bandera de ?                     | Bandera de ?                     | Bandera de ?                     |                                  |

| Palmarés países sub-23 UCI America Tour | Palmarés países sub-23 UCI America Tour | Palmarés países sub-23 UCI America Tour | Palmarés países sub-23 UCI America Tour | Palmarés países sub-23 UCI America Tour |
| Edición                                 | Ganador                                 | Segundo                                 | Tercero                                 |                                         |
| --------------------------------------- | --------------------------------------- | --------------------------------------- | --------------------------------------- | --------------------------------------- |
| 2005                                    | no entregado                            | no entregado                            | no entregado                            |                                         |
| 2005-2006                               | no entregado                            | no entregado                            | no entregado                            |                                         |
| 2006-2007                               | Brasil                                  | Canadá                                  | Venezuela                               |                                         |
| 2007-2008                               | Colombia                                | Estados Unidos                          | Canadá                                  |                                         |
| 2008-2009                               | Colombia                                | Estados Unidos                          | Venezuela                               |                                         |
| 2009-2010                               | Venezuela                               | Estados Unidos                          | Colombia                                |                                         |
| 2010-2011                               | Venezuela                               | Estados Unidos                          | Colombia                                |                                         |
| 2011-2012                               | Colombia                                | Estados Unidos                          | Venezuela                               |                                         |
| 2012-2013                               | Colombia                                | Estados Unidos                          | Ecuador                                 |                                         |
| 2013-2014                               | Colombia                                | Costa Rica                              | Estados Unidos                          |                                         |
| 2015                                    | Colombia                                | Chile                                   | Estados Unidos                          |                                         |
| 2016                                    | Colombia                                | Estados Unidos                          | Canadá                                  |                                         |
| 2017                                    | Colombia                                | Estados Unidos                          | Canadá                                  |                                         |
| 2018                                    | Colombia                                | Estados Unidos                          | Ecuador                                 |                                         |
| 2019                                    | Colombia                                | Ecuador                                 | Estados Unidos                          |                                         |
| 2021                                    | Estados Unidos                          | Colombia                                | Costa Rica                              |                                         |
| 2022                                    | Estados Unidos                          | Colombia                                | Ecuador                                 |                                         |
| 2023                                    | Estados Unidos                          | Colombia                                | Canadá                                  |                                         |
| 2024                                    | Estados Unidos                          | México                                  | Colombia                                |                                         |
| 2025                                    | Bandera de ?                            | Bandera de ?                            | Bandera de ?                            |                                         |

## Carreras
Desde la creación del circuito continental en 2005, 70 carreras han sido parte del calendario en alguna de las temporadas. Sin embargo son pocas las que en todas las ediciones lo han integrado. Muchas carreras han desaparecido, otras formaron parte del calendario en alguna edición aislada y algunas han entrado y salido del calendario en más de una oportunidad.
De todas ellas, las más importantes y de máxima categoría (.HC), son escasas y siempre han sido carreras disputadas en Estados Unidos, siendo el Tour de California la carrera por etapas que más tiempo se ha mantenido en dicha categoría (desde 2007). En cuanto a carreras de un día el TD Bank International Cycling Championship fue el que más tiempo se mantuvo, desde 2005 a 2012.
El siguiente nivel de carreras (categoría .1), han sido pocas y la mayoría también en Estados Unidos. En Latinoamérica sólo 3 han alcanzado ese nivel, la desaparecida Vuelta a Chihuahua (2008-2009) y  el Tour de San Luis (desde 2009) y el Tour Colombia (desde 2018). El resto de las competiciones latinoamericanas han sido .2, la última categoría de carreras.
En la siguiente lista se incluyen las carreras que pertenecen, o que en alguna edición pertenecieron al UCI America Tour:
| Carrera                                                       | País           | Categoría UCI |
| ------------------------------------------------------------- | -------------- | ------------- |
| Giro del Sol San Juan                                         | Argentina      | 2.2           |
| Tour de San Luis                                              | Argentina      | 2.2/2.1       |
| Tour de Belice                                                | Belice         | 2.2           |
| Vuelta a Bolivia                                              | Bolivia        | 2.2           |
| Doble Sucre Potosí GP Cemento Fancesa                         | Bolivia        | 2.2           |
| Doble Copacabana GP Fides                                     | Bolivia        | 2.2           |
| Vuelta al Sur de Bolivia                                      | Bolivia        | 2.2           |
| Tour de Santa Catarina                                        | Brasil         | 2.2           |
| Copa América de Ciclismo                                      | Brasil         | 1.2           |
| Vuelta de Gravataí/Vuelta a Río Grande del Sur                | Brasil         | 2.2           |
| Giro del Interior de San Pablo                                | Brasil         | 2.2           |
| Vuelta de Paraná                                              | Brasil         | 2.2           |
| Desafío Internacional de Ciclismo                             | Brasil         | 1.2           |
| Prueba Ciclística 9 de Julio                                  | Brasil         | 1.2           |
| Tour de Brasil/Vuelta del Estado de San Pablo                 | Brasil         | 2.2           |
| Tour de Río                                                   | Brasil         | 2.2/2.1       |
| Vuelta de Porto Alegre                                        | Brasil         | 2.2           |
| Vuelta a Río Grande del Sur                                   | Brasil         | 2.2           |
| Coupe des Nations Ville Saguenay                              | Canadá         | 2.Ncup        |
| Chrono Gatineau                                               | Canadá         | 2.2           |
| Tour de Beauce                                                | Canadá         | 2.2           |
| Tour de Alberta                                               | Canadá         | 2.1           |
| Tour de Delta                                                 | Canadá         | 1.2           |
| Vuelta Ciclista de Chile                                      | Chile          | 2.2           |
| Vuelta por un Chile Líder                                     | Chile          | 2.1           |
| Tour Colombia                                                 | Colombia       | 2.1           |
| Vuelta a Colombia                                             | Colombia       | 2.2           |
| Vuelta a Costa Rica                                           | Costa Rica     | 2.2           |
| Vuelta Ciclista a Cuba                                        | Cuba           | 2.2           |
| Vuelta al Ecuador                                             | Ecuador        | 2.2           |
| Vuelta a El Salvador                                          | El Salvador    | 2.2           |
| Tour de California                                            | Estados Unidos | 2.1/2.HC      |
| Tour de Georgia                                               | Estados Unidos | 2.HC          |
| Tour de Battenkill                                            | Estados Unidos | 1.2           |
| U.S. Air Force Cycling Classic                                | Estados Unidos | 1.2           |
| Tour de Utah                                                  | Estados Unidos | 2.1           |
| Tour de Leelanau                                              | Estados Unidos | 1.2           |
| Wachovia Invitational/Lancaster Classic/Lehigh Valley Classic | Estados Unidos | 1.1           |
| Tour de Elk Grove                                             | Estados Unidos | 2.2/2.1       |
| Reading Classic                                               | Estados Unidos | 1.1           |
| Redlands Classic                                              | Estados Unidos | 2.2           |
| Tour de Gila                                                  | Estados Unidos | 2.2           |
| Winston Salem Cycling Classic                                 | Estados Unidos | 1.2           |
| Joe Martin Stage Race                                         | Estados Unidos | 2.2           |

| Carrera | País                 | Categoría UCI |
| --- | -------------------- | ------------- |
| Wachovia Cycling Series-Philadelphia/Commerce Bank International Championship/Commerce Bank Philadelphia International Championship/Philadelphia International Championship/TD Bank International Cycling Championship/Philadelphia Cycling Classics | Estados Unidos       | 1.HC/1.2/1.1  |
| Gran Premio de San Francisco | Estados Unidos       | 1.HC          |
| Sea Otter Classic | Estados Unidos       | 2.2           |
| Tour de Pennsylvania | Estados Unidos       | 2.2           |
| U.S. Cycling Open | Estados Unidos       | 1.2           |
| Univest Grand Prix/Bucks County Classic | Estados Unidos       | 1.2           |
| Tour de Misuri | Estados Unidos       | 2.1/2.HC      |
| Saturn Rochester Twilight Criterium/Rochester Omnium | Estados Unidos       | 1.2/2.2       |
| USA Pro Cycling Challenge | Estados Unidos       | 2.1/2.HC      |
| Tour de Guadalupe | Guadalupe            | 2.2           |
| Vuelta a Guatemala | Guatemala            | 2.2           |
| Vuelta al Mundo Maya | Guatemala            | 2.2           |
| Tour de Martinica | Martinica            | 2.2           |
| Vuelta a Chihuahua | México               | 2.2/2.1       |
| Vuelta Ciclista a Chiapas | México               | 2.2           |
| Vuelta a México | México               | 2.2           |
| Vuelta a Sonora | México               | 2.2           |
| Vuelta a Jalisco | México               | 2.2           |
| Vuelta a Oaxaca | México               | 2.2           |
| Ruta del Centro | México               | 2.2           |
| Vuelta Ciclista del Paraguay | Paraguay             | 2.2           |
| Clásico San Antonio de Padua | Puerto Rico          | 1.2           |
| Vuelta a Puerto Rico | Puerto Rico          | 2.2           |
| Vuelta Independencia Nacional | República Dominicana | 2.2           |
| Tobago Cycling Classic | Trinidad y Tobago    | 1.2           |
| Vuelta Ciclista del Uruguay | Uruguay              | 2.2           |
| Rutas de América | Uruguay              | 2.2           |
| Vuelta a Venezuela | Venezuela            | 2.2           |
| Vuelta al Táchira | Venezuela            | 2.2           |
| Clásico Ciudad de Caracas | Venezuela            | 1.2           |
| Clásico Aniversario de la Federación Venezolana de Ciclismo | Venezuela            | 1.2           |
| Copa Federación Venezolana de Ciclismo | Venezuela            | 1.2           |
| Clásico Ciclístico Banfoandes | Venezuela            | 2.2           |
| Campeonato Panamericano de Ciclismo en Ruta | Varios               | CC            |

- En rosa carreras que no se encuentran en el UCI America Tour en la temporada 2015  (Calendario sujeto a cambios).
- En verde carreras desaparecidas.

## Equipos
La gran mayoría de los equipos que se han registrado ante la UCI como profesionales, tanto Profesionales Continentales (2ª división) como Continentales (3ª división) han sido equipos de Estados Unidos.
Venezuela también tuvo un equipo Pro Continental, el Serramenti PVC Diquigiovanni-Androni Giocattoli de 2007 a 2009, aunque su estructura era italiana y en el equipo hubo un solo corredor venezolano en 2007, tres en 2008 y dos en 2009. Este equipo (actualmente registrado en Italia) anteriormente estuvo registrado en Colombia durante 2005 y 2006.
Canadá, Colombia, Brasil y México han sido otros de los países que han contado con equipos registrados. A éstos se sumó Argentina y Paraguay para la temporada 2012.
La temporada que tuvo más equipos registrados fue en 2006-2007, cuando hubo 4 equipos Profesionales Continentales y 25 Continentales, mientras que la temporada con menos equipos fue la 2009-2010 con un solo equipo Pro Continental y 14 Continentales.
El BMC Racing y el Garmin-Chipotle, ambos estadounidenses han sido los únicos equipos que pasaron por las dos divisiones inferiores hasta llegar a ser equipos UCI ProTeam.
Los equipos más destacados del UCI America Tour, son los que están o han estado encuadrados en la categoría Profesional Continental, siendo estos a lo largo de la historia:
| Equipo | País                | Años                |
| --- | ------------------- | ------------------- |
| Colombia-Selle Italia/Selle Italia-Serramenti Diquigiovanni/Serramenti PVC Diquigiovanni-Selle Italia/Serramenti PVC Diquigiovanni-Androni Giocattoli/Serramenti PVC Diquigiovanni-Androni Giocattoli | Colombia/ Venezuela | 2005-2009           |
| Navigators Insurance Cycling Team | Estados Unidos      | 2005-2007           |
| Health Net presented by Maxxis/UnitedHealthcare Pro Cycling Team | Estados Unidos      | 2006-2007/2011-2016 |
| Team Slipstream/Garmin-Chipotle presented by H3O | Estados Unidos      | 2007-2008           |
| BMC Racing Team | Estados Unidos      | 2009-2010           |
| Scott-Marcondes César-São José dos Campos | Brasil              | 2010                |
| Colombia es Pasión-Café de Colombia | Colombia            | 2011                |
| Team SpiderTech powered by C10 | Canadá              | 2011-2013           |
| Team Type 1-Sanofi/Novo Nordisk | Estados Unidos      | 2011-2016           |
| Colombia-Coldeportes/Colombia | Colombia            | 2012-2015           |
| Funvic Soul Cycles-Carrefour | Brasil              | 2016-               |

Los demás han estado o están en categoría Continental.
Para la lista completa de equipos del UCI America Tour véase: America Tour